# Российский союз правообладателей
Российский Союз Правообладателей (Общероссийская общественная организация «Российский Союз Правообладателей», РСП) — некоммерческая общероссийская общественная организация, созданная в 2009 году деятелями культуры и искусства для реализации и защиты их прав на результаты интеллектуальной деятельности. Одна из четырёх организаций, аккредитированных Российской федерацией для коллективного управления авторскими и смежными правами.
В частности, занимается взиманием сбора в размере 1% за импорт в Россию многочисленных видов оборудования и носителей информации, позволяющего воспроизводить, записывать или хранить аудио- и видеоматериалы. Общий объём импорта таких приборов оценивался на 2012 год в 300-600 млрд рублей.
Часть собранной суммы, в 2012 году около 42%, РСП перераспределяет между правообладателями различных произведений, используя при этом несколько рейтингов популярности, в том числе - данные по продаже дисков, количеству воспроизведений по телевидению и радио, часть статистики скачиваний в сети Интернет. Большую часть выплаченных сумм получают юридические лица: музыкальные издательства, компании звукозаписи, издатели кинофильмов.

## Объёмы сборов и выплат
За 2 месяца 2010 года было собрано 38 млн руб.
В 2011 году сборы выросли до 683,8 млн руб; около 42 % (469,2 млн) от суммы было распределено правообладателям.
В 2012 году сборы составили 1,17 млрд рублей, выплаты 762,4 млн (65%).
За 2013 год было собрано 3,4 млрд рублей, и 65% от них, 2,21 млрд, планировалось к выплате правообладателям (фактически к концу года удалось выплатить лишь 1,72 млрд рублей).
15% от собираемых сумм удерживалось в пользу организации РСП для покрытия её собственных расходов. Часть сборов находилась на конец 2011, 2012 и 2013 годов в процессе распределения. Судьба оставшихся 20% и принцип их распределения в отчетах РСП не указывается.

## Цели и задачи организации
Основным направлением деятельности Российского Союза Правообладателей является коллективное управление правами авторов, исполнителей и производителей фонограмм и аудиовизуальных произведений на получение вознаграждения за свободное воспроизведение фонограмм и аудиовизуальных произведений исключительно в личных целях.
Данное вознаграждение, согласно ст.1245 ГК РФ, подлежит уплате изготовителями и импортерами оборудования и материальных носителей, используемых для такого воспроизведения, при их ввозе на таможенную территорию Российской Федерации. Порядок распределения вознаграждения и его выплаты установлены Постановлением Правительства РФ № 829 от 14.10.2010 года.. При этом, данное постановление действует до вступления в силу межгосударственного соглашения государств — членов Таможенного союза в рамках Евразийского экономического сообщества, регулирующего правоотношения в сфере сбора, распределения и выплаты авторам, исполнителям и изготовителям фонограмм и аудиовизуальных произведений вознаграждения за свободное воспроизведение фонограмм и аудиовизуальных произведений в личных целях.
В соответствии с приказом Росохранкультуры от 24 сентября 2010 года № 167, РСП является единственной организацией, аккредитованной в сфере осуществления прав авторов, исполнителей, изготовителей фонограмм и аудиовизуальных произведений на получение вознаграждения за воспроизведение фонограмм и аудиовизуальных произведений в личных целях.

## Правовые основы деятельности
Деятельность Российского Союза Правообладателей осуществляется в соответствии с
- Положениями статьи 1245 и подпунктом 4 пункта 1 статьи 1244 Гражданского кодекса Российской Федерации.
- Пунктом 3 статьи 13 Федерального закона Российской Федерации № 164-ФЗ от 8 декабря 2003 года «Об основах государственного регулирования внешнеторговой деятельности».
- Указом Президента Российской Федерации от 5 декабря 1998 года № 1471 «О мерах по реализации прав авторов произведений, исполнителей и производителей фонограмм на вознаграждение за воспроизведение в личных целях аудиовизуального произведения или звукозаписи произведения».

Существует несколько споров, связанных с правовыми основаниями деяний общества:
25 января 2011 г. Арбитражный суд г. Москвы по иску Российского общества по смежным правам (РОСП) отменил итоги аккредитации, признав неправомерным проведение конкурса на аккредитацию за месяц до подписания постановления о порядке взимания вознаграждение за копирование музыки и фильмов в личных целях. Однако 11 апреля 2011 года Девятый арбитражный апелляционный суд отменил это решение Арбитражного суда г. Москвы.
Акушинский районный суд Республики Дагестан 2 марта 2012 года признал незаконной регистрацию организации РСП в Минюсте.
В 2014-2015 годах РСП в инициативном порядке предложил ввести платеж за глобальную лицензию на использование медиа-контента в сети Интернет - с обязательной ежемесячной выплатой в 25 рублей с пользователей сети Интернет в России. Проект изменений был передан в Минкультуры. По некоторым оценкам, подобные сборы могли бы достичь уровня в 600-860 млн долларов в год (порядка 36 – 52 млрд руб по усредненному курсу).

## Полномочия и взаимодействие с другими организациями по коллективному управлению правами
РСП осуществляет коллективное управление на основе договоров о передаче полномочий по управлению правами с правообладателями, а также с другими российскими и зарубежными организациями по управлению правами на коллективной основе.
По состоянию на конец 2011 года Российским Союзом Правообладателей заключены 2 526 прямых соглашений о передаче полномочий с правообладателями, договоры о сотрудничестве и взаимном представительстве интересов с организациями, получившими от уполномоченного государственного органа (Федеральной службы по надзору за соблюдением законодательства в области охраны культурного наследия) государственную аккредитацию в сферах коллективного управления авторским правом: Российским Авторским Обществом, а также смежными правами исполнителей и изготовителей фонограмм: Всероссийской Организацией Интеллектуальной Собственности, а также с 13 зарубежными обществами.
Президент Совета — Н.С.Михалков.
Генеральный директор — А.Б.Кричевский.

## Предполагаемое объединение с другими авторскими обществами и дальнейшие перспективы
17 июля 2015 года под руководством генерального директора РАО Сергея Федотова была проведена незапланированная конференция трёх крупнейших российских организаций, занимающихся коллективным управлением - РАО, РСП и ВОИС на которой было объявлено, что РСП, ВОИС и РАО объединятся в единую структуру - Профсоюз деятелей культуры, российское авторское общество (ПДК РАО) под руководством Федотова. При этом предполагалась постепенная организационная ликвидация всех трёх независимых организаций, включая РСП.
Конференция  оказалась не признанной руководством ВОИС и  РСП, которое объявило о её нелегитимности. По состоянию на осень 2015 года объединение фактически не состоялось. В настоящее[уточнить] время РСП продолжает самостоятельное существование.

## Правовые акты
- Гражданский Кодекс РФ (Часть 4) от 18.12.2006 N 230-ФЗ (принят ГД ФС РФ 24.11.2006)